# Meterginus prosopis
Meterginus prosopis is een hooiwagen uit de familie Cosmetidae.